# Kyle Dugger
Kyle Dugger (* 22. März 1996 in Decatur, Georgia) ist ein US-amerikanischer American-Football-Spieler auf der Position des Safeties. Aktuell spielt er für die New England Patriots in der National Football League (NFL).

## Frühe Jahre
Dugger besuchte die Whitewater High School in Fayetteville, Georgia. Dort war er primär in der Basketballmannschaft und nebenbei auch in der Footballmannschaft aktiv. In seinem letzten Jahr konnte er dort 80 Tackles sowie 3 Interceptions verzeichnen. Nach seinem Highschoolabschluss entschied er sich an die Lenoir-Rhyne University in Hickory, North Carolina zu wechseln, um dort in der Footballmannschaft zu spielen. Zwischen 2015 und 2019 kam er für seine Schule in insgesamt 42 Spielen zum Einsatz und konnte dabei 237 Tackles sowie 10 Interceptions verzeichnen. Zusätzlich zu seiner eigentlichen Position in der Defense kam er auch als Punt Returner zum Einsatz und verzeichnete dabei 6 Touchdowns. Für seine starken Leistungen gewann er unter anderem den Cliff Harris Award als bester Spieler der Defense einer Universität der NCAA Division II. Außerdem wurde er 2018 und 2019 ins First-Team All-South Atlantic Conference gewählt.

## NFL
Beim NFL-Draft 2020 wurde Dugger in der 2. Runde an 37. Stelle von den New England Patriots ausgewählt. Damit wurde er der erste Spieler der NCAA Division II, der bei diesem Draft ausgewählt wurde, sowie der am höchsten ausgewählte Spieler in der Geschichte der Lenoir-Rhyne University. Sein Debüt in der NFL gab er am 1. Spieltag der Saison 2020 beim 21:11-Sieg der Patriots gegen die Miami Dolphins. Am 2. Spieltag konnte er bei der 30:35-Niederlage gegen die Seattle Seahawks seine ersten Tackles in der Liga verzeichnen sowie einen Kick für 30 Yards zurücktragen. Sein wohl bestes Saisonspiel hatte er am 10. Spieltag beim 23:17-Sieg gegen die Baltimore Ravens. In diesem Spiel stand er erstmals als Starter auf dem Feld und konnte erstmals mehr als 10 Tackles verzeichnen, nämlich 12. Insgesamt kam Dugger in seinem Rookie-Jahr in 14 Spielen zum Einsatz, davon in 7 als Starter. Dabei konnte er 64 Tackles sowie zwei Kick Returns für 47 Yards verzeichnen.
In der Saison 2021 entwickelte sich Dugger zum Stammspieler in der Defense der Patriots und kam gerade in der ersten Saisonhälfte stets als Starter zum Einsatz. Am 5. Spieltag konnte er beim 25:22-Sieg gegen die Houston Texans 10 Tackles verzeichnen. Bei der 29:35-Niederlage gegen die Dallas Cowboys am 6. Spieltag konnte er die erste Interception seiner Karriere von Quarterback Dak Prescott fangen, direkt am folgenden Spieltag gelang ihm beim 54:13-Sieg gegen die New York Jets seine zweite Interception, diesmal von Mike White. Insgesamt gelangen ihm in der Saison noch zwei weitere Interceptions. Nachdem er am 15. Spieltag bei der 17:27-Niederlage gegen die Indianapolis Colts im dritten Quarter in eine Handgreiflichkeit mit dem Receiver der Colts Michael Pittman Jr. gelangt war, wurde er daraufhin vorzeitig vom restlichen Spiel ausgeschlossen. Das letzte Saisonspiel gegen die Miami Dolphins verpasste er wegen einer Verletzung an der Hand. Nichtsdestotrotz konnte er sich mit den Patriots in dieser Saison erstmals für die Playoffs qualifizieren. Dort trafen sie in der ersten Runde auf die Buffalo Bills. Dugger kam als Starter in der Defense zum Einsatz und konnte vier Tackles verzeichnen, die 17:47-Niederlage und das damit verbundene Ausscheiden jedoch nicht verhindern.
Auch in die Saison 2022 ging Dugger als Starter in der Defense. Am 5. Spieltag konnte er beim 29:0-Sieg gegen die Detroit Lions seinen ersten Touchdown in der Liga erzielen. Dabei hatte Linebacker Matt Judon den Quarterback der Lions Jared Goff gesackt, sodass dieser schließlich den Ball fumbelte. Den Ball konnte dann Dugger aufnehmen und in die gegnerische Endzone zum Touchdown tragen. Im folgenden Spiel, einem 38:15-Sieg gegen die Cleveland Browns, gelang ihm seine erste Interception der Saison von Quarterback Jacoby Brissett. Am 11. Spieltag gelang ihm beim 10:3-Sieg gegen die New York Jets sein erster Sack in der Liga an Quarterback Zach Wilson. Gegen Ende der Saison konnte Dugger sich nochmal weiterentwickeln und zwei weitere Touchdowns erzielen: einen am 15. Spieltag bei der 24:30-Niederlage gegen die Las Vegas Raiders und einen am 17. Spieltag beim 23:21-Sieg gegen die Miami Dolphins, jeweils nach Interceptions. Nach dem Spiel gegen die Dolphins, in dem er außerdem fünf Tackles verzeichnen konnte, wurde er zum AFC Defensive Player of the Week gewählt.  So beendete er die Saison mit drei Touchdowns, die meisten aller Defensive Spieler der NFL. Mit den Patriots verpasste er in der Saison jedoch die Playoffs.
In den folgenden Spielzeiten konnte Dugger seinen Stammplatz in der Defense der Patriots verteidigen und zu einem zentralen Bestandteil dieser heranwachsen. Am 4. Spieltag der Saison 2023 konnte er bei der 3:38-Niederlage gegen die Dallas Cowboys insgesamt 15 Tackles verzeichnen, wodurch er einen neuen Karrierebestwert aufstellte. Bei der 17:31-Niederlage gegen die Miami Dolphins gelang ihm sein erst zweiter Sack, außerdem konnte er seine erste Saisoninterception von Tua Tagovailoa fangen. Im darauffolgenden Spiel gegen die Washington Commanders gelang ihm seine zweite und letzte Interception der Saison. Somit konnte er jedoch die meisten Interceptions der Patriots in der Saison verzeichnen, außerdem erreichte er mit 109 Tackles die drittmeisten hinter Ja’Whaun Bentley und Jahlani Tavai.
Vor Beginn der Saison 2024 belegten die Patriots Dugger mit einem sogenannten Transition-Tag. Im April 2024 unterschrieb er schließlich einen neuen Vierjahresvertrag beim Team aus Foxborough. Auch unter dem neuen Cheftrainer Jerod Mayo war er wichtiger Stammspieler in der Defense seiner Mannschaft. Am 2. Spieltag der Saison 2024 konnte er erneut einen Sack verzeichnen, diesmal am Quarterback der Seattle Seahawks, Geno Smith. Zu Saisonbeginn war Dugger jedoch von ein paar Blessuren geplagt und verpasste ein paar Spiele verletzungsbedingt. Auch in der Saison 2024 verpassten die Patriots die Playoffs deutlich.

## Karrierestatistiken
| Legende | Legende            |
| ------- | ------------------ |
| Fett    | Karrierehöchstwert |

### Regular Season
| Saison                             | Team             | Spiele | Spiele  | Tackles | Tackles | Tackles | Tackles | Interceptions | Interceptions | Interceptions | Interceptions | Interceptions | Fumbles | Fumbles | Fumbles | TD gesamt |
| Saison                             | Team             | Gesamt | Starter | Gesamt  | Solo    | Assist  | Sack    | PD            | Int           | Yards         | Lang          | TD            | FF      | FR      | TD      | TD gesamt |
| ---------------------------------- | ---------------- | ------ | ------- | ------- | ------- | ------- | ------- | ------------- | ------------- | ------------- | ------------- | ------------- | ------- | ------- | ------- | --------- |
| 2020                               | Patriots         | 14     | 7       | 64      | 43      | 21      | 0,0     | 0             | 0             | 0             | 0             | 0             | 0       | 0       | 0       | 0         |
| 2021                               | Patriots         | 15     | 13      | 92      | 70      | 22      | 0,0     | 5             | 4             | 100           | 37            | 0             | 0       | 1       | 0       | 0         |
| 2022                               | Patriots         | 15     | 15      | 78      | 50      | 28      | 1,0     | 8             | 3             | 55            | 39            | 2             | 1       | 1       | 1       | 3         |
| 2023                               | Patriots         | 17     | 17      | 109     | 71      | 38      | 1,5     | 7             | 2             | 35            | 20            | 0             | 1       | 0       | 0       | 0         |
| 2024                               | Patriots         | 13     | 13      | 81      | 55      | 26      | 1,0     | 4             | 0             | 0             | 0             | 0             | 1       | 0       | 0       | 0         |
| Gesamte Karriere                   | Gesamte Karriere | 74     | 65      | 424     | 289     | 135     | 3,5     | 24            | 9             | 190           | 39            | 2             | 3       | 2       | 1       | 3         |
| Quelle: pro-football-reference.com |                  |        |         |         |         |         |         |               |               |               |               |               |         |         |         |           |

### Postseason
| Saison                             | Team             | Spiele | Spiele  | Tackles | Tackles | Tackles | Tackles | Tackles | Interceptions | Interceptions | Interceptions | Interceptions | Interceptions | Interceptions | Fumbles | Fumbles | Fumbles |
| Saison                             | Team             | Gesamt | Starter | Gesamt  | Solo    | Assist  | Sack    | Safety  | PD            | Int           | Yards         | Avg           | Lang          | TD            | FF      | FR      | TD      |
| ---------------------------------- | ---------------- | ------ | ------- | ------- | ------- | ------- | ------- | ------- | ------------- | ------------- | ------------- | ------------- | ------------- | ------------- | ------- | ------- | ------- |
| 2021                               | Patriots         | 1      | 1       | 4       | 3       | 1       | 0,0     | 0       | 0             | 0             | 0             | 0,0           | 0             | 0             | 0       | 0       | 0       |
| Gesamte Karriere                   | Gesamte Karriere | 1      | 1       | 4       | 3       | 1       | 0,0     | 0       | 0             | 0             | 0             | 0,0           | 0             | 0             | 0       | 0       | 0       |
| Quelle: pro-football-reference.com |                  |        |         |         |         |         |         |         |               |               |               |               |               |               |         |         |         |